# The Law and Jake Wade
The Law and Jake Wade is een Amerikaanse western uit 1958 onder regie van John Sturges. De film werd destijds uitgebracht onder de titel Geen genade voor bandieten.

## Verhaal
Jake Wade was vroeger een bandiet, maar hij is intussen een sheriff geworden. Hij komt tegenover zijn oude makker Clint Hollister te staan. Die wil de gestolen buit terugkrijgen die verborgen ligt in een spookstad. Hollister ontvoert de verloofde van Wade, omdat hij weet waar het geld ligt.

## Rolverdeling
| Acteur           | Personage       |
| ---------------- | --------------- |
| Robert Taylor    | Jake Wade       |
| Richard Widmark  | Clint Hollister |
| Patricia Owens   | Peggy           |
| Robert Middleton | Ortero          |
| Henry Silva      | Rennie          |
| DeForest Kelley  | Wexler          |
| Burt Douglas     | Luitenant       |
| Eddie Firestone  | Burke           |